# Pavel Avram
Pavel Avram (n. 29 iunie 1872, Oloșag, comitatul Timiș, Regatul Ungariei – d. 22 august 1945, Gavojdia, Regatul României) a fost agricultor, primar și delegat la Marea Adunare Națională de la Alba Iulia din 1 decembrie 1918.

## Biografie
A  făcut doar trei clase primare. S-a ocupat de agricultură până în 1914.

## Activitate politică
Între 1914-1916, 1918-1921 și 1931-1934, a deținut funcția de primar în Găvojdia. A fost delegat  la Marea Adunare Națională de la Alba-Iulia din 1 decembrie 1918 ca reprezentant al Cercului Zorlențul Mare, jud. Caraș-Severin.